# Liolaemus gracilis
Liolaemus gracilis este o specie de șopârle din genul Liolaemus, familia Tropiduridae, descrisă de Bell 1843. Conform Catalogue of Life specia Liolaemus gracilis nu are subspecii cunoscute.